# Teti (Schatzmeister)
Teti war der unter König Nub-cheper-Re Anjotef in der altägyptischen 17. Dynastie amtierende Schatzmeister (um ca. 1600 v. Chr.). Er ist bisher nur von seinem Grab bekannt, das sich direkt neben der Pyramide des Königs in Dra Abu el-Naga fand. Teti trug die Titel „Mitglied der Elite“ (Jrj-pˁ.t = Iri-pat), „Vorderster an Aktion“ (Ḥ3.tj-ˁ = Hati-a), „königlicher Siegler“ (Ḫtm.tj-bjtj = Chetemti-biti)  „Einzig(artig)er Freund“ (Smḥr-w ˁ.tj = Semher-wati) und „Schatzmeister“ (Jmj-r3-ḫtm.t = Imi-ra-chetemet).
Sein Grab bestand aus einer kleinen Kapelle, die aus Lehmziegeln erbaut worden ist und nur ca. 1 × 1 m groß ist. Das Innere der Kapelle ist ausgemalt und zeigt Teti sitzend vor Opfergaben. Über seinem Bild sind seine Titel angebracht. In der Kapelle fand sich auch die Kartusche von Nub-cheper-Re (Anjotef), wodurch erst die Identifizierung der daneben liegenden Pyramide möglich war. Vor der Kapelle fand sich der Grabschacht der kleinen Grabanlage, der jedoch schon vollkommen beraubt war.